# Sober (chanson de Pink)
Pour les articles homonymes, voir Sober (homonymie).
Singles de Pink
So What
(2008) Please Don't Leave Me
(2009)
Pistes de Funhouse
So What I Don't Believe You
Sober est le second single extrait de Funhouse, le cinquième album studio de la chanteuse américaine Pink.

## Titres
1. Sober [Main Version]
2. When We're Through
3. Sober [Bimbo Jones Radio Edit]
4. Sober [Junior's Spinning Around Tribal Dub]

Les remixes de Sober sont uniquement disponibles avec le maxi-single.

## Clip
Dans le clip, Pink joue plusieurs personnages, correspondant à plusieurs facettes de sa personnalité. Ainsi, on peut voir une Pink sombre, faisant la fête à outrance; habillée de noir et en tenue provocante; et une autre, représentant son côté sobre et plus naïf; habillée de blanc et dans de grands vêtements.

## Chiffres de ventes
Le titre s'est vendu à plus de 1 700 000 exemplaires dans le monde à ce jour[Quand ?].